# Alonso Sánchez (jesuïta)
Alonso Sanchez (Mondéjar 1545 - Alcalá de Henares 1593) jesuïta espanyol, missioner a Mèxic, Filipines i a la Xina.

## Biografia
Alonso Sánchez va néixer a Mondejar, (província de Guadalajara) Espanya l'any 1545 o segons altres fonts va néixer el 1547. Fill de pagesos, als divuit anys va voler ingressar a la Companyia de Jesús (1563), però no va ser admès fins a dos anys després perquè els superiors no veien clara la seva vocació i pensaven que no tenia la resistència física necessària en la vida d'un jesuïta. A la fi va ser acceptat al noviciat el 18 de juny de 1565 i es va distingir pel seu fervor i esperit de penitència. Els superiors el van enviar a estudiar Teologia a Alcalá, on aviat es va distingir com a excel·lent alumne, bon llatinista i orador, i bon poeta en llatí i castellà. Acabats els seus estudis, va fer professió de tres vots i es va ordenar sacerdot.
Va ser rector del col·legi de Navalcarnero, va ensenyar gramàtica durant cinc anys i el 1579 va anar a la missió de Mèxic, on va ser rector del seminari.
En 158l va ser destinat a les Filipines en unió del pare Antonio Sedeño, l'estudiant de Teologia Gaspar de Toledo, que va morir en el viatge, i el germà coadjutor Nicolau Gallardo. Anava també en el mateix vaixell un grup de franciscans i en arribar a les Filipines es van allotjar en els convents d'aquesta Ordre. A la casa de Manila, que encara era de fusta, van estar els jesuïtes uns tres mesos.
El 31 de maig de 1582, va arribar a Macau, enviat pel governador de Manila, Gonzalo Ronquillo de Penalosa, per proclamar l'aclamació del rei Felip II de Castella i Felip I de Portugal com a conseqüència de la unificació de les dues corones de Portugal i Castella, el 1580, arran de la desastrosa derrota de Kasr-al-Kebir, on va morir el darrer rei de la dinastia Avís, Sebastià I.
Sánchez va tenir una certa confrontació amb Alessandro Valignano el Visitador dels jesuïtes per l'índia i l'Extrem Orient. Valignano era partidari d'una tasca evangelitzadora basada en un procés d'adaptació als costums locals, a l'actuació sobre les elits i una presència indirecte mitjançant la col·laboració en temes tècnics i científics (mètode Valignano-Ricci), per contra Sànchez era partidari de la conquesta de l'imperi. Pel que fa a la Xina, el pare Sánchez tenia idees pròpies sobre la seva cristianització, que pensava només seria possible amb el suport de les armes. Per això, en un Memorial adreçat a Felip II defensa la "guerra justa", idea que també xocava frontalment amb la del jesuïta José de Acosta, amb el qual va coincidir a Mèxic l'any 1587 i amb el bisbe de Manila Domingo de Salazar, contrari a aquestes idees del seu amic Sánchez, malgrat que en principi hi havia donat tot el seu suport.
El 1592, Sánchez va tornar va tornar a Espanya i es va dedicar a recórrer cases i col·legis de la Companyia per reanimar el seu esperit missioner, i va ser nomenat delegat per la província de Toledo per a la Congregació General de 1593. Va morir a Alcalá de Henares, el 27 de maig de 1593.